# Kernkraftwerk Oconee
Das Kernkraftwerk Oconee (englisch Oconee Nuclear Station, Abkürzung ONS) liegt am Lake Keowee nahe Seneca, in South Carolina (USA) und hat eine Nettoleistung von insgesamt 2538 MWel.

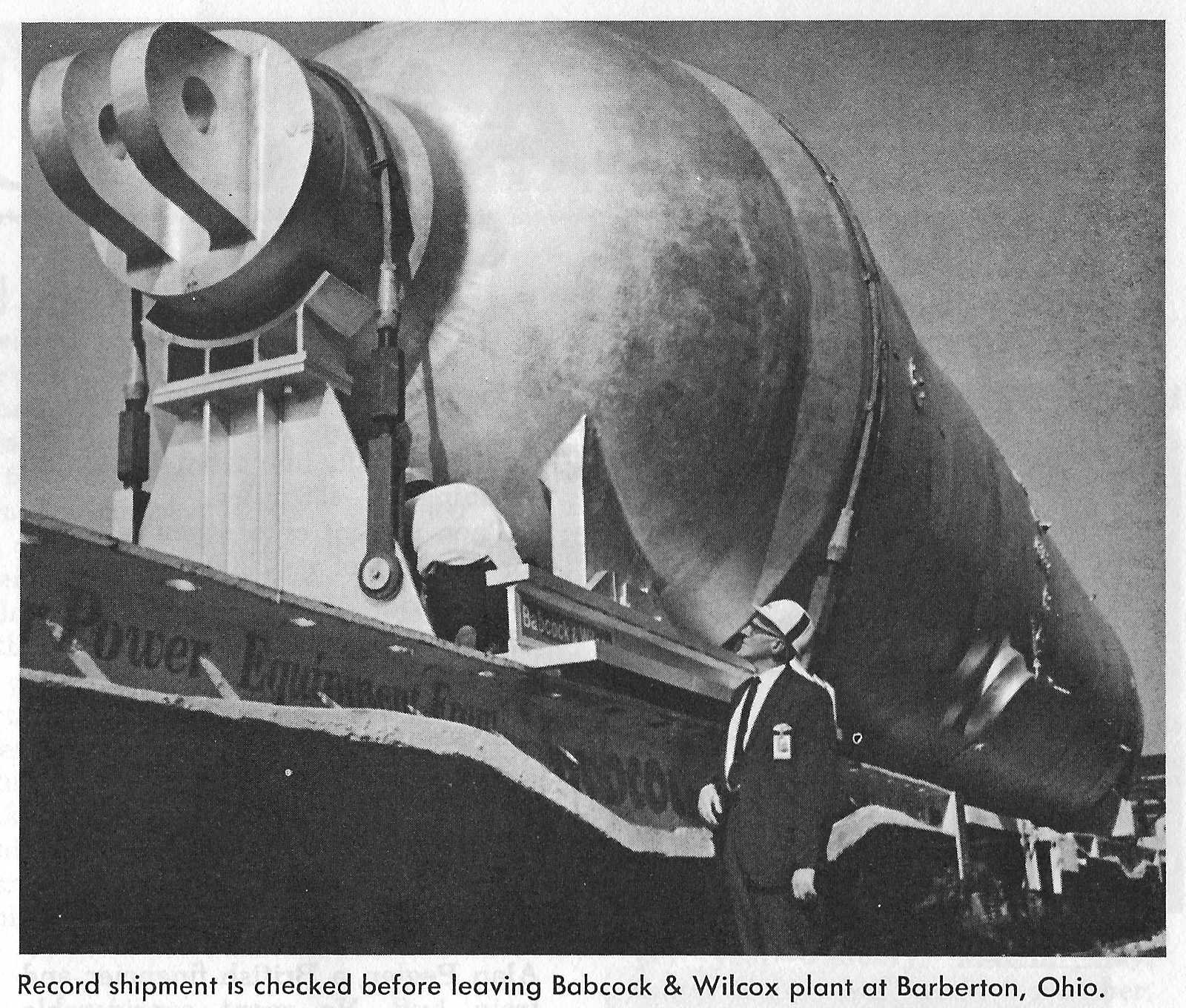
Der Babcock & Wilcox-Dampferzeuger in Barberton (Ohio) vor dem Transport zum Kernkraftwerk Oconee (1970)

## Technik
Das Kernkraftwerk hat drei Blöcke mit Druckwasserreaktoren von Babcock & Wilcox, mit je einer Leistung von 885 MW. Block 1 und 2 wurden 1973 und Block 3 1974 in Betrieb genommen. Geplant ist, die generalüberholten Blöcke im Jahr 2034 vom Netz zu nehmen.
Der Druckwasserreaktor ist ein 203,2-mm-Stahlbehälter mit einem Gewicht von 660 t, der durch ein 1,36 m dickes Stahlbetongebäude geschützt ist.
Laut Spiegel.de waren die Notkühlsysteme in den Reaktoren nie funktionsfähig.

## Daten der Reaktorblöcke
Das Kernkraftwerk Oconee hat insgesamt drei Blöcke:
| Reaktorblock | Reaktortyp         | Netto- leistung | Brutto- leistung | Baubeginn  | Netzsyn- chronisation | Kommer- zieller Betrieb | Abschal- tung |
| ------------ | ------------------ | --------------- | ---------------- | ---------- | --------------------- | ----------------------- | ------------- |
| Oconee-1     | Druckwasserreaktor | 847 MW          | 891 MW           | 06.11.1967 | 06.05.1973            | 15.07.1973              |               |
| Oconee-2     | Druckwasserreaktor | 848 MW          | 891 MW           | 06.11.1967 | 05.12.1973            | 09.09.1974              |               |
| Oconee-2     | Druckwasserreaktor | 859 MW          | 900 MW           | 06.11.1967 | 18.09.1974            | 16.12.1974              |               |